# South Asian Gate
Le South Asian Gate est un gratte-ciel en construction à Kunming en Chine. Il devait s'élever à 273 mètres, mais sa construction est actuellement suspendue. Il devait abriter des bureaux, des appartements et des hôtels de luxe.